# 香港學業能力測驗
香港學業能力測驗（英語：Hong Kong Academic Aptitude Test，HKAAT，習慣稱為學能測驗、AAT），為香港教育署於1978年至2000年配合香港中學學位分配辦法舉行的測驗，由中學學位分配組統籌。2000年前，此測驗與香港中學會考和香港高級程度會考並稱為香港三大公開考試，考生均為正就讀小學六年級課程的香港學生。

## 背景及歷史
1977年前，由於官立及資助中學學位有限，小六學生需經過中學入學試（俗稱升中試）的甄選，方可獲派學位。因此，學生都為升讀中一而忙加操練歷屆試題。1978年，時任香港總督麥理浩落實於1974年10月發表的《香港未來十年之中學教育》白皮書中的建議，實施「九年免費教育」，將義務教育的範圍擴展到初中，直接影響到此派位機制。因應此項轉變，升中試的篩選功能已不合時宜，當時的教育司署推出新的派位方式中學學位分配辦法以取代升中試（最後一次升中試於1977年5月3日舉行）。
新的機制由教師評定學生的能力，即以18個月的校內測驗或考試為標準，學生的成績主要決定於平日的表現，由該校教師經一段較長的時間加以評定。但由於根本無法可以保證所有小學都採用同一的評分標準，因此教育司署同時推出學業能力測驗以調整校內成績，並配合中學學位分配辦法，成為其核心部份，用以檢定參與學校的水平；此測驗亦同時有助杜絕升中試所帶來的操練試題問題。個別學生在學能測驗的表現並不直接影響其本身的派位。測驗推出初期，備受各界歡迎，家長，老師及學生們均相信它可以抒減功課及考試帶來的精神壓力。
學能測驗目的在於考驗學生在文字及數字方面的才能傾向，非純學業成績測驗，亦非純智力測驗，並不受到課程的限制。設立原意為學生不必為測驗而勤加練習，影響學習進度。設立初期，教育司署於正式測驗前不久提供練習項目，使學生熟習所需面對的問題形式，但至後期此制度卻不了了之。
可是在1981年6月由香港布政司署發表的《香港教育制度全面檢討》報告書中指出，學能測驗推出三年以來，已經有少部分人士主張取消中學學位分配辦法，因學能測驗使學生成績普遍下降，尤其英文科，建議以類似前升中試的公開試代替。有些則認為學能測驗使學生遭受不必要的壓力，為應付測驗而要不斷練習；雖然沒有「課程綱要」，教師搜集實習教材時也往往出現困難。因此檢討中學學位分派程序工作小組就曾建議教育司署廢除學能測驗，以一項新設而以課程內容為主的中、英、數應用測驗去作為調整成績的測驗。此為廢除學能測驗之先聲。學能測驗在1985年的政策檢討中仍然獲得保留，直至1997年10月教育署委託教育委員會學校教育檢討小組發表《九年強迫教育檢討報告》方提出廢除方案。
《九年強迫教育檢討報告》中指出中學學位分配辦法的運作良好，應予以保留，但用以調整評分的學能測驗則可由「學習能力評估」代替。根據調查顯示，有些小學會刻意把數學教學課程提早半年施教，使學生在數字推理方面獲得較高的分數。測驗亦令學生的語文能力下降，因測驗並不包括聽、寫和理解方面的測試。由於學生過於操練，學生只循同一步驟來解答，而不是運用邏輯，失去了測驗的本意。同時，香港中學校長會也認為在校內試中獲得最佳成績的學生，未必是學能測驗中取得最高成績的學生；而男生通常會取得較佳的成績，而女生在校內試的表現卻普遍比男生好，因此不大公平。
因此，教育統籌局於2000年7月4日公佈取消學能測驗。教育統籌委員會於2000年9月發表的《終身學習　全人發展：香港教育制度改革建議》亦指出了廢除學能測驗的即時性。雖然學能測驗被取消，但因教育統籌局未能即時作出新的調整方案，因此以1999年至2000年的各校學能測驗成績作調整便成為一時的過渡方案，直至2004/2006年度。

## 簡介
測驗在12月的第一周的星期二下午舉行，考生必須帶備小六學生證到獲分配的試場應考。此測驗費用全免，所有參加中學學位分配辦法的學生均須參加。測驗包括兩部份的多項選擇題試卷，即文字推理（Verbal Reasoning）及數字推理（Numerical Reasoning），考核考生的邏輯能力，兩卷均由電腦批改。文字推理卷只具中文版，而數字推理則具中、英文版。兩份試卷均限時45分鐘，中途有50分鐘休息。數字推理為第一場，由下午1時正到下午1時45分；第二場為文字推理，由下午2時35分到3時20分。因測驗本意為防止操練試題，測驗試題會於測驗完畢後收回，歷屆試題亦為保密事項（相反會考高考舊試題則屬公開資料）。考生亦不會得知自己的成績，考生最終的得分就只有獲分派的中學得知。

## 測驗內容

### 文字推理
文字推理以語文能力為依歸，共85條題目。題式可分為11大類，分別為詞義辨別、重組句子、排句成段、詞語歸類、作用推理、相對關係、序列推理、類比推理、代號推理、邏輯推理和閱讀推理。
詞義辨別
此類題目要求考生辨別並選擇出適當的詞語，使連接成一個意思通順完整的句子。
例：
- 這位畫家的作品（A創作　B特色　C風格　D風采　E品格）獨特，深受人們喜愛。（答案為C）
- 聽完了爸爸的童年趣事，一家人都（A忍耐地　B忍不住　C努力地　D停下來 E自動地）哈哈大笑。（答案為B）
- 勤勞的農夫，一定會有美好的收成；（A爭分奪秒　B爭先恐後　C遊手好閒　D得過且過　E東張西望）學習的孩子，一定會有滿意的成績。（答案為A）

重組句子
此類題目要求考生將分開的字或詞重新組合成完整的句子，並按題目要求，把排在其中一位的字詞找出來。
排句成段
此類題目要求考生把分開的句子，重新組合成完整的段落。
詞語歸類
此類題目要求考生透過普通常識或語文知識，分辨出幾個項目中哪些是同類的，或者是不同類的；題目的內容大約可分為以下幾類：
- 與人物有關的
- 與日常生活事物有關的
- 與自然現象有關的
- 與自然界生物有關的
- 與習慣性組合有關的
- 與語文知識有關的（如近義詞、褒義或貶義詞等）

作用推理
此類題目要求考生運用一般常識，來推出事物的主要用途或目的。
例：
- 上學（A課室　B校服　C考試　D求知　E升班）

相對關係
此類題目要求考生從相對的項目或組別中，找出共同的關係，從而推出正確的答案。
序列推理
此類題目要求考生根據項目的類別，以及彼此間次序的關係作出排列，然後按題目的要求選出排在其中一位的一項。項目之間的排列原則可分為下列四種：
- 根據習慣性的順序或既定的規則排列；
- 根據大小、多少、長短、快慢、遠近、高低等關係排列；
- 根據時間的先後次序排列；
- 根據事情發生的先後次序排列。

類比推理
此類題目要求考生根據每組詞語的關係，從五個組別中，選擇出其中有共通關係的兩組。
代號推理
此類題目要求考生根據事物和代號的排列方式而尋找出它們之間的對應關係。
邏輯推理
此類題目要求考生根據假設的情形，來推出正確的結論；或根據已知的結論，選擇出構成該結論的兩個必要條件。
閱讀推理
此類題目要求考生根據所附的文字來回答問題或根據文字的內容，直接推出答案。

### 數字推理
數字推理的內容一般取材自小學數學科課程，當中包括一些難度較高的基本應用技巧及概念，共50條題目。基本考核的課題包括度量衡、圖形、分數、數型、單位兌換、組合、排列、方向、時間、數字的分類排列關係結合、因數、倍數、四則運算、價錢、統計、代數、周界面積、算式推斷、基本運算和關係及運算符號等等。
數字推理之題目可歸納為五種不同的推理技巧，分別為處理數字基本的技巧、應用程式解決慣常難題、應用程式解決非常規難題、推論事理測驗及察看模式。

## 參看
- 香港教育
- 香港中學學位分配辦法
- 香港小學會考

## 外部連結
- 香港教育局 （页面存档备份，存于）